# Élections villageoises mauriciennes de 2020
Les élections municipales mauriciennes de 2020, ou élections villageoises, ont lieu le 22 novembre 2020 à Maurice afin de renouveler au suffrage direct les conseillers de villages, qui élisent eux-mêmes le président du village et son vice-président, ainsi qu'un conseiller représentant le village au sein du conseil de district. Les élections ont lieu au scrutin de liste, ces dernières étant obligatoirement composées d'au moins un tiers de femmes,.

## Résultats
Les élections sont un revers pour l'Alliance morisien, au pouvoir au niveau national. Un recul attribué au mécontentement face à la gestion de la pandémie de Covid-19.